# Monumento nacional de los Puentes Naturales

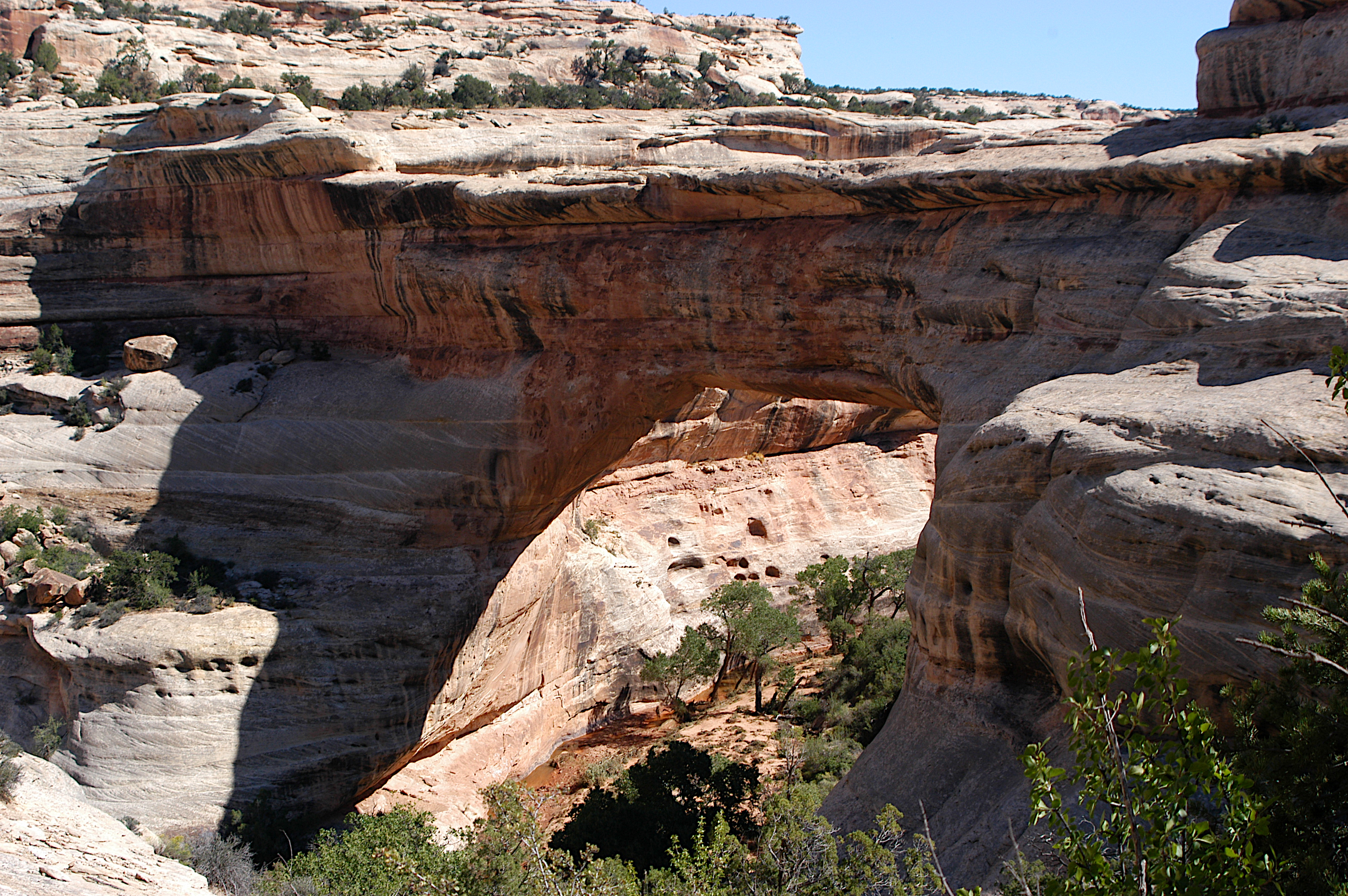
Puente Sipapu

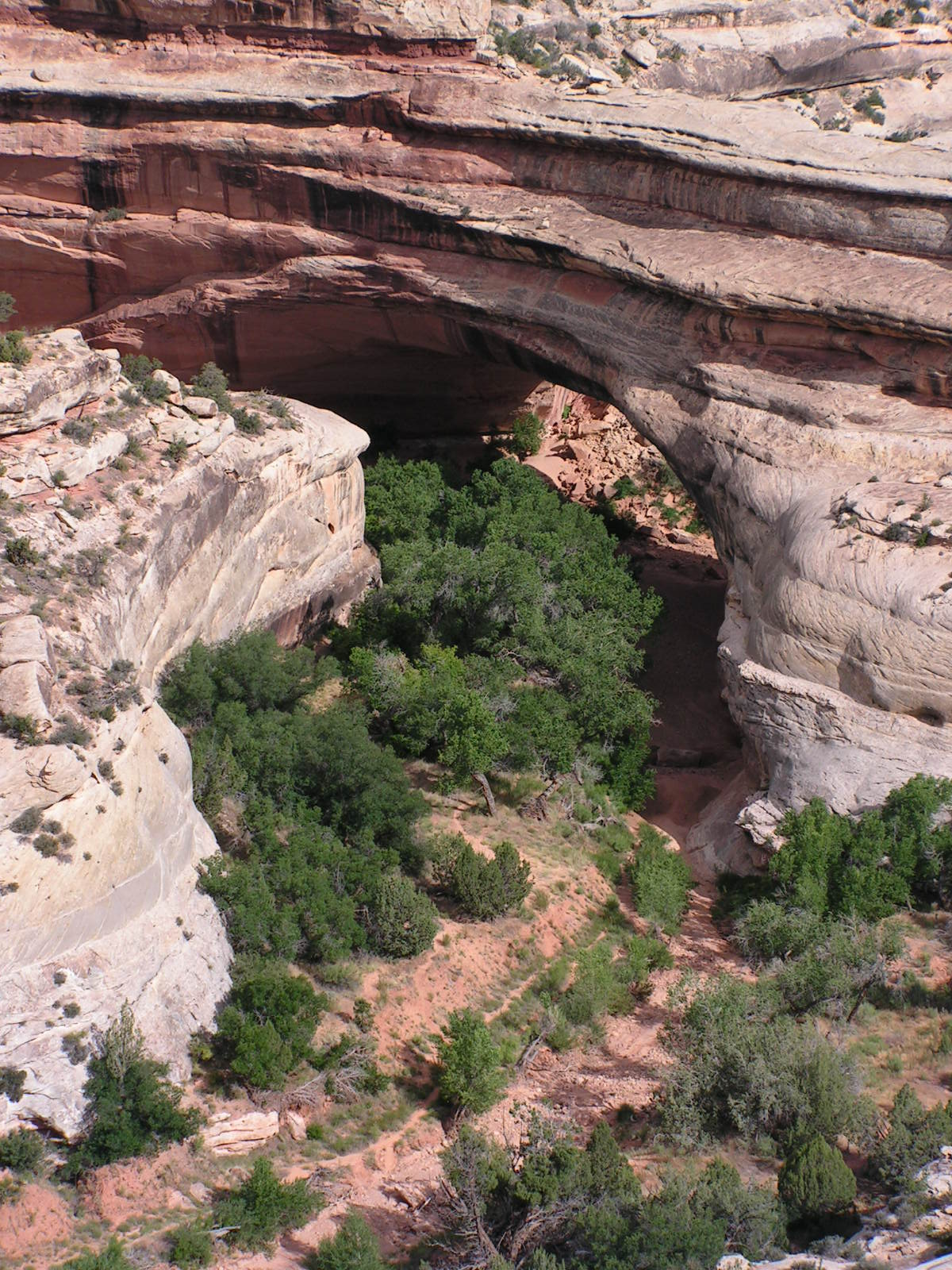
Puente Kachina

El monumento nacional de los Puentes Naturales (del inglés: Natural Bridges National Monument) es un monumento nacional de los Estados Unidos localizado al noroeste de las Cuatro Esquinas, en el límite sureste de Utah, en la unión del Cañón Blanco con el cañón de Armstrong, que son parte de la cuenca del río Colorado. Es uno de los ocho puentes naturales más grandes del mundo.  
Los tres puentes del parque se denominan Kachina, Owachomo y Sipapu (el más grande), respectivamente. Todos tienen nombres de origen Hopi.  Un puente natural se forma de la erosión por el agua que fluye en el lecho de un cañón. 

## Historia
En 1904, la revista National Geographic hizo publicidad de los puentes, y el área fue designada un monumento nacional en abril de 1908 por el presidente Theodore Roosevelt. Fue el primer monumento nacional en el estado de Utah.